# Михаил Фёдорович (князь воротынский)
Князь Михаил Федорович Воротынский (умер до 1483) — верховский удельный князь из рода Воротынских.
Старший сын Федора Львовича и новгород-северской княжны Марии Корибутовны, дочери князя Дмитрия-Корибута Ольгердовича .

## Биография
Вместе со своими братьями Дмитрием и Семёном — Михаил Фёдорович правил Воротынским княжеством. После смерти отца, братья князья Михаил, Дмитрий и Семён Фёдоровичи получили в совместное владение Воротынское княжество, каждый из братьев владел частью (третью) отцовского княжества.
Отложился от короля польского и перешёл в подданство Москвы (1484).
Князь Михаил Фёдорович умер до 1483 года, после чего управление его долей Воротынского княжества перешло к его единственному сыну Ивану Воротынскому.